# DIN 6914
DIN 6914 er en DIN-standard for en konstruktionsbolt.
DIN 6914 bliver erstattet af EN 14399-4.
| Gevind          |  | M12       | M16       | M20       | M22       | M24       | M27        | M30        | M36        |
| --------------- |  | --------- | --------- | --------- | --------- | --------- | ---------- | ---------- | ---------- |
| Gevindstigning  |  | 1,75      | 2         | 2,5       | 2,5       | 3         | 3          | 3,5        | 4          |
| Nøglevidde S:   |  | 22        | 27        | 32        | 36        | 41        | 46         | 50         | 60         |
| Hovedhøjde K:   |  | 8         | 10        | 13        | 14        | 15        | 17         | 19         | 23         |
| Gevindlængde B: |  | l<85 b=21 | l<70 b=26 | l<85 b=31 | l<85 b=32 | l<85 b=34 | l<95 b=37  | l<95 b=40  | l<100 b=48 |
| Gevindlængde B: |  | l>90 b=23 | l>75 b=28 | l>90 b=33 | l>90 b=34 | l>90 b=37 | l>100 b=39 | l>100 b=42 | l>105 b=50 |